# 氣布比
氣布比（英語：air-to-cloth ratio），是集塵器流過空氣濾清器之空氣的體積流率（常用單位為米³/分，國際標準制單位為米³/秒）除以濾網面積（單位為米²）後的比值：
{\displaystyle v={V/\Delta t \over {A}}}
氣布比和速度有相同的因次，因此也稱為也稱為過濾風速。
氣布比依粉塵的濃度及空氣濾清器特性有關，一般介於1.5至3.5米/分之間。

## 外部連結
- Details on how to calculate air-to-cloth ratio